# Георгиос Русиадис
Георгиос Русиадис (на гръцки: Γεώργιος Ρουσιάδης) е гръцки учен и революционер, член на Филики Етерия.

## Биография
Роден е в 1783 година в македонския град Кожани, тогава в Османската империя, днес в Гърция. Учи при Амфилоксиос Параскевас. Преподава в гръцките емигрантски общности във Виена и Пеща. В 1848 година се установява в Атина, където умира в 1852 година.

## Трудове
- Γραμματική της νεοελληνικής γλώσσης (Βιέννη 1834),
- Ομήρου Ιλιάδος μετάφρασις (Βιέννη 1817-1819,τομ.6),
- Ημερολόγιον του σωτηρίου έτους 1819 (Βιέννη 1819).